# Pengonpohja
Pengonpohja är en vik och en by i Kuru i Birkaland i Finland.